# Octalink
Octalink – system mocowania korby rowerowej, stworzony i opatentowany przez Shimano. Jest następcą systemu mocowania korby na kwadrat.
Jego kształt, czyli okrągły trzon, na którym znajduje się osiem wypustek (od tego wzięła się nazwa systemu: octo to po łacinie osiem), lepiej znosi i rozprasza siły, którym jest poddawane to miejsce, oprócz tego połączenie to jest o wiele sztywniejsze niż poprzednie rozwiązanie. W zamierzeniach octalink miał być bardziej trwały niż łączenie na kwadrat, lecz duży przekrój osi wewnątrz, na którym znajdowały się wypustki, wymusił zastosowanie małych łożysk, przez co były nietrwałe. System octalink nie jest kompatybilny z podobnymi systemami jak isis, isis drive czy mini isis ze względu na inny kształt wypustek.